# Вещево (посёлок при станции, Ленинградская область)
Вещево (до 1948 — Хейнъйоки, фин. Heinjoki) — посёлок при железнодорожной станции в Гончаровском сельском поселении Выборгского района Ленинградской области.

## Название
В переводе с финского Хейнъйоки означает «Сенокосная река».
Постановлением сессии Хейнъйокского сельсовета от 3 февраля 1948 года село Хейнъйоки было переименовано в деревню «Низовая I». Обоснованием данного варианта выступали «географические условия». В июле 1948 года комиссия по переименованию поменяла название населённого пункта на Царёво, обосновав причину выбора: «в память о погибшем в 1944 года близ местечка Хейнъйоки капитане Царёве». Через месяц комиссия ещё раз поменяла название посёлка на Вещево. Комбриг Пётр Евгеньевич Вещев, Герой Советского Союза, командир 24-й Самаро-Ульяновской дивизии, погиб 6 декабря 1939 года на подступах к укрепрайону Вяйсянен.
Переименование было закреплено указом Президиума ВС РСФСР от 1 октября 1948 года.

## История

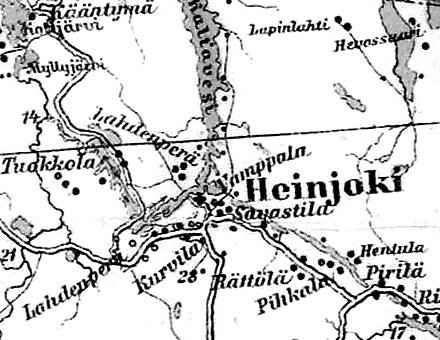
Село Хейнъйоки на финской карте 1923 года

В конце 1920-х годов на железнодорожной линии Выборг — Валкъярви (ныне Мичуринское) была построена железнодорожная станция Хейнъйоки.
До 1939 года село и станция Хейнъйоки входили в состав одноимённой волости Выборгской губернии Финляндской республики.
С 1 декабря 1940 года по 31 октября 1944 года — в составе Карело-Финской ССР.
С 1 августа 1941 года по 30 июня 1944 года — финская оккупация.
С 1 ноября 1944 года — в составе Хейнъйокского сельсовета Яскинского района.
С 1 октября 1948 года посёлок при станции Хейнъйоки учитывается административными данными как посёлок при станции Вещево в составе Вещевского сельсовета Лесогорского района.
С 1 мая 1950 года — в составе Выборгского района.
С 1 марта 1959 года — в составе Житковского сельсовета.
Согласно данным 1966, 1973 и 1990 годов посёлок при станции Вещево входил в состав Житковского сельсовета.
В 1997 году в посёлке при станции Вещево Житковской волости проживали 1311 человек, в 2002 году — 1514 человек (русские — 85 %).
В 2001 году в соответствии с областным законом № 75-оз "фактически слившиеся поселения Житковской волости Выборгского района Ленинградской области: Вещево (посёлок при железнодорожной станции) и Торфопредприятие «Выборгское» были объединены, при этом «за укрупнённым посёлком при железнодорожной станции» было сохранено наименование Вещево.
В 2007 году в посёлке при станции Вещево Гончаровского СП проживали 1891 человек, в 2010 году — 1626 человек.

## География
Посёлок расположен в восточной части района к востоку от автодороги А181 (часть E 18) «Скандинавия» (Санкт-Петербург — Выборг — граница с Финляндией).
Расстояние до административного центра поселения — 15 км. 
В посёлке находится недействующая железнодорожная станция Вещево. 
В посёлке расположены озёра: Пристанное, Малое Вещевское, Грабарское и ещё четыре небольших озера.

## Демография
| 2007 | 2010  | 2017  | 2021  |
| ---- | ----- | ----- | ----- |
| 1891 | ↘1626 | ↘1525 | ↘1325 |

## Инфраструктура
В 1978 году на аэродроме Вещево стал базироваться 66-й авиационный полк истребителей-бомбардировщиков. В лесу на расстоянии 1,5 км от станции был организован так называемый вещевский авиагородок. 
В 1979 году открылась Вещевская основная общеобразовательная школа.
В феврале 2013 года в посёлке была введена в строй новая электрическая подстанция. Ожидается, что созданный резерв мощности электрической сети позволит привлечь инвестиции для развития территории.

## Мемориальный комплекс
В посёлке имеется мемориальный комплекс, включающий братскую могилу № 50 и танк ИС-3. 
На братской могиле установлен обелиск с датами 1941—1945. Оформление могилы сделано в граните в пятиконечными звёздами, могила огорожена цепями на гранитных столбиках. С юго-западной стороны вдоль дорожки на бетонных основаниях установлены гранитные таблички. На первой написано «Героям, павшим за Родину вечная слава», на остальных перечислены имена семи героев Героев Советского Союза. 
Танк ИС-3 установлен на выложенном гранитными блоками постаменте. С двух сторон от танка гранитные надолбы расположены таким образом, что танк как бы прорывает линию обороны противника. В 30 м справа от танка находится стела с изображением памятника солдату-освободителю в Трептов-парке Берлина. В братскую могилу в центре Вещево были перезахоронены советские воины, погибшие в 1940 и 1941—1944 годах, умершие от ран в госпиталях и похороненные в братские могилы в окрестностях посёлков Вещево, Зверево, Житково. 
Памятник был установлен в 1982 году. Мемориальные доски Героям Советского Союза были установлены в 1984 году, мемориальные плиты погибшим советским воинам — в 1990 году.

## Фото

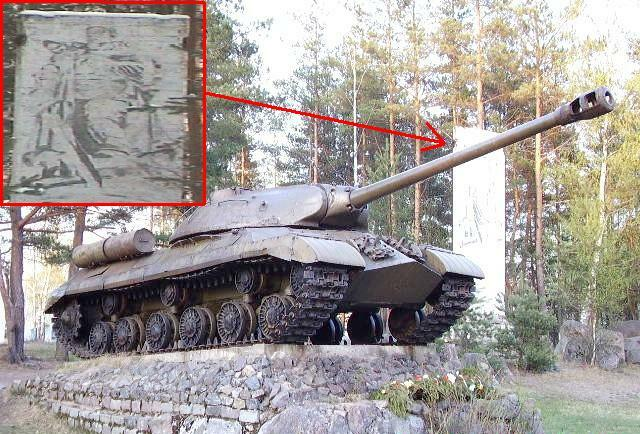
Памятник ИС-3 в Вещево

## Улицы
Большой Окунёвый проезд, Воинской Славы, Грабарский проезд, Железнодорожная, Зелёная, Карьерная, Котельный проезд, Лесной проезд, Малая Вещёвская, Огородный проезд, Парковый проезд, Пристанный проезд, Промышленная, Солнечная, Центральная, Черничный проезд.